# Johann Studnicka
Johann Studnicka (ur. 7 października 1883 w Wiedniu, zm. 18 października 1967 tamże) – austriacki piłkarz występujący na pozycjach obrońcy i napastnika, olimpijczyk ze Sztokholmu 1912.

## Życiorys
Przez całą seniorską karierę był związany z klubem Wiener AC. W zespole występował w latach 1897–1920. W całej karierze klubowej wystąpił w 122 spotkaniach, zdobywając 91 bramek. W latach 1901, 1903, 1904 oraz w 1915 roku przyczynił się do zdobycia mistrzostwa kraju. W 1901, 1903 i 1904 zdobył puchar Challenge. Był najlepszym strzelcem w latach 1902 i 1903. Wystąpił w 28 meczach reprezentacji narodowej, zdobywając 18 bramek. Studnicka dał kilka niezwykłych występów i był powszechnie uważany za założyciela tak zwanego. „stylu dryblingu wiedeńskiego”. Po zakończeniu kariery sportowej zajął się trenowaniem. W latach 1920–1922 był trenerem Wiener AC, a w latach 1922–1924 szwajcarską drużynę FC Zürich. W 1924 roku zdobył z drużyną mistrzostwo Szwajcarii. Następnie wrócił do Austrii, aby przejąć obowiązki trenera w SC Rudolfshügel. Z zawodu Studnicka pracował jako kierownik działu artykułów sportowych w domu towarowym Westend, naprzeciwko West Station.